# Карін Жан-П'єр
Карін Жан-П'єр (англ. Karine Jean-Pierre; нар. 13 серпня 1974, Фор-де-Франс, Мартиніка, Франція) — американський активіст, політичний коментатор та автор. Прессекретар Білого дому з 13 травня 2022 року, перша темношкіра особа та перша представниця ЛГБТ-спільноти на цій посаді. Перший заступник прессекретаря Білого дому з 20 січня 2021 до 13 травня 2022 року.
Очолювала апарат Камали Гарріс під час президентської кампанії 2020 та працювала в Білому домі в адміністрації Барака Обами.
Раніше працювала старшим радником у MoveOn.org та політичним аналітиком у NBC News та MSNBC. 2014 року розпочала викладати лекції з міжнародних та публічних справ у Колумбійському університеті.

## Біографія
Народилась у Фор-де-Франсі, Мартиніка, Франція, у гаїтянських батьків, які втекли туди від диктатури Жана-Клода Дювальє. Найстарша з трьох дітей. Коли їй було 5 років, родина переїхала до США. Зростала у Квінз Вілледж, боро Квінз, у Нью-Йорку. Її батько, хоч і мав інженерську освіту, працював водієм, а мати працювала доглядальницею.
Здобула ступінь бакалавра наук у Нью-Йоркському інституті технологій 1997 року. Здобула ступінь магістра публічних адміністрацій у Школі міжнародних та публічних справ Колумбійського університету 2003 року.

## Кар'єра
Жан-П'єр була політичним директором південно-східного регіону президентської кампанії Джона Едвардса 2004 року. 2014 року стала викладачкою Колумбійського університету, де читала лекції з міжнародних та публічних справ.
Була політичним директором південно-східного регіону президентської кампанії Барака Обами 2008 року та працювала в його адміністрації регіональним політичним директором Управління з політичних питань Білого дому. 2011 року вона була заступницею директора з хитких штатів під час його кампанії 2012 року.
Була заступницею директора президентської кампанії Мартіна О'Меллі 2016 року.
У квітні 2016 року MoveOn призначила її старшою радницею та національною речницею на президентських виборах 2016.
У січні 2019 року стала політичним аналітиком у NBC News та MSNBC.
Протягом президентської кампанії Байдена-Гарріс 2020 року Жан-П'єр працювала старшою радницею Байдена, а потім — головою апарату Гарріс.
29 листопада 2020 року Байден оголосив про призначення Жан-П'єр як першої заступниці прессекретаря Білого дому.
26 травня 2021 року Жан-П'єр провела перший пресбрифінг, ставши першою першою лесбійкою, яка це зробила, та першою темношкірою жінкою з 1991 року.
5 травня 2022 року оголошена як наступниця Джен Псакі на посаді прессекретаря Білого дому. Обійняла посаду 13 травня 2022 року.

## Приватне життя
Живе з кореспонденткою CNN Сюзанн Мальво та їхньою прийомною донькою. Розмовляє англійською, французькою та гаїтянською креольською мовами.